# المجاعير (خولان)

تعديل مصدري - تعديل

المجاعير هي إحدى قرى عزلة المكير اللغباء بمديرية خولان التابعة لمحافظة صنعاء، بلغ تعداد سكانها 203 نسمة حسب تعداد اليمن لعام 2004.